# Maigret und der Weinhändler
Maigret und der Weinhändler (französisch: Maigret et le marchand de vin) ist ein Kriminalroman des belgischen Schriftstellers Georges Simenon. Er ist der 71. Roman einer Reihe von insgesamt 75 Romanen und 28 Erzählungen um den Kriminalkommissar Maigret. Entstanden vom 23. bis 29. September 1969 in Epalinges, erschien das Buch noch im gleichen Jahr im Verlag Presses de la Cité. Die erste deutsche Übersetzung von Hansjürgen Wille und Barbara Klau publizierte 1972 Kiepenheuer & Witsch. 1986 veröffentlichte der Diogenes Verlag eine Neuübersetzung von Hainer Kober im Sammelband Weihnachten mit Maigret.
Ein reicher Weinhändler wird nach einem Rendezvous mit seiner Privatsekretärin ermordet aufgefunden. Kommissar Maigret stellt bald fest, dass niemand um den Toten trauert, der sich durch seinen rücksichtslosen beruflichen Aufstieg und zahlreiche außereheliche Affären eine Schar von Feinden geschaffen hat. Bei der Ermittlung im Umfeld des Toten muss sich der von einer Wintergrippe geplagte Kommissar eingestehen, dass er es kaum jemals in einem Fall mit derart vielen unerfreulichen Personen zu tun bekommen hat wie in diesem.

## Inhalt

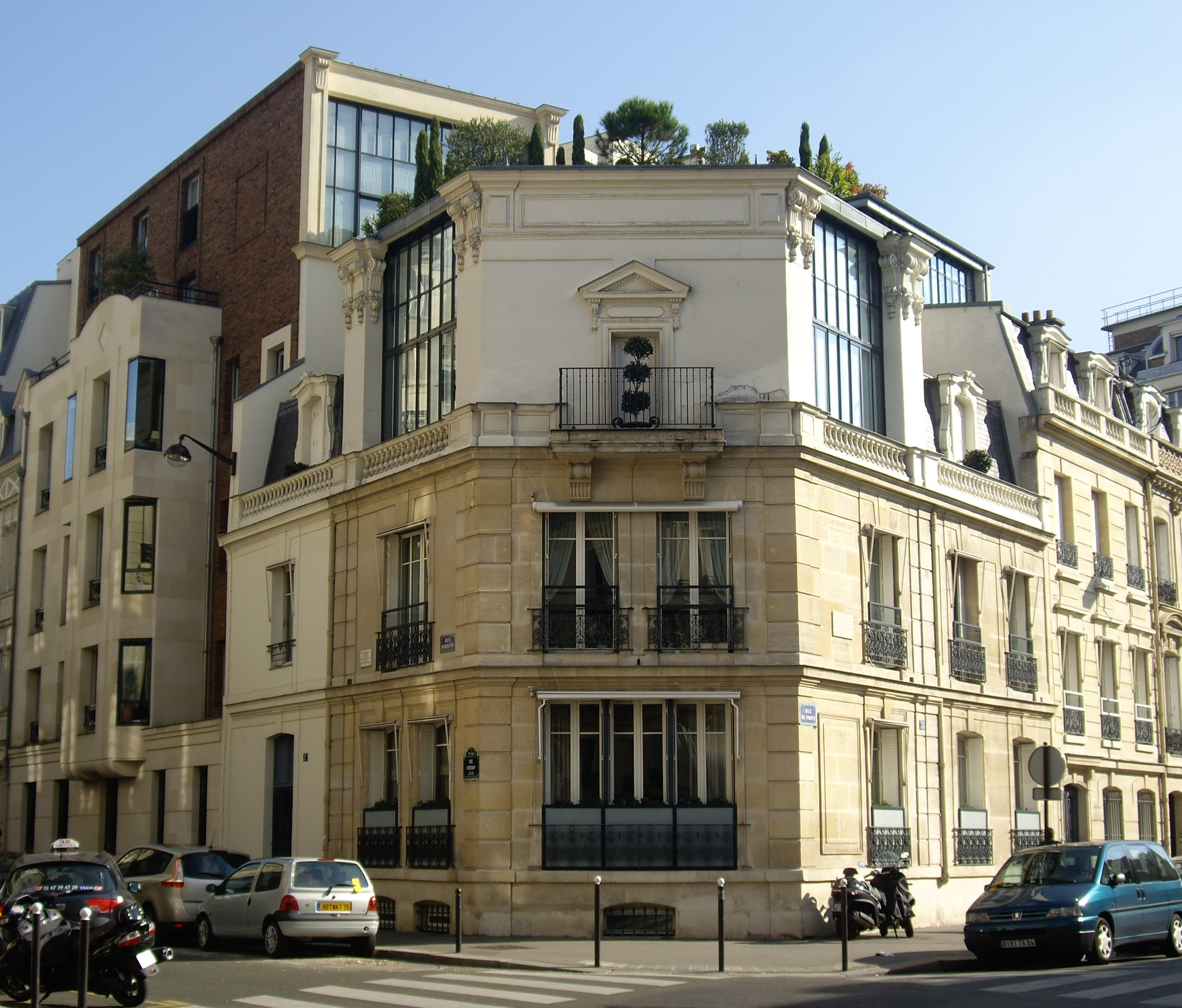
Ecke Rue Fortuny / Rue de Prony im 17. Arrondissement von Paris

Dezember in Paris. Im Quai des Orfèvres verhört Kommissar Maigret Théo Stiernet, einen jungen Mann, der wegen ein paar Francs seine eigene Großmutter ermordet hat und keinerlei Gewissensbisse zeigt. Gerne gibt er den Fall ab, als er wegen eines anderen Mordfalls in die Rue Fortuny gerufen wird. Dort ist Oscar Chabut, der bekannte Weinhändler und Eigentümer der Großhandelskette Le Vin des Moines, nach dem Verlassen eines noblen Stundenhotels erschossen worden. Im Etablissement befindet sich noch seine Privatsekretärin Anne-Marie Boutin, wegen ihres Äußeren von jedermann „Heuschrecke“ genannt, mit der sich Chabut regelmäßig mittwochs zu einem Schäferstündchen traf.
Es stellt sich bald heraus, dass sie nicht die einzige Frau ist, mit der Chabut fremdging. Nahezu jede weibliche Person in seiner Firma und seinem privaten Umfeld teilte hin und wieder das Bett mit dem Weinhändler, eine Tatsache, die seiner Ehefrau Jeanne offensichtlich wohlbekannt war und sie ungerührt ließ. Doch nicht nur die unzähligen gehörnten Ehemänner drängen sich als mögliche Täter auf, auch mit seinem rücksichtslosen beruflichen Aufstieg hat sich Chabut zahlreiche Feinde geschaffen, und selbst sein Vater Désiré, der Wirt eines kleinen Bistros, ist auf den Sohn nicht gut zu sprechen. Maigret bietet sich das Bild eines Mannes aus einfachen Verhältnissen, der zwar beruflich zu Reichtum gelangte, sich aber niemals vollständig den Kreisen zugehörig fühlte, in die er aufgestiegen war. So suchte der Weinhändler seine Bestätigung darin, dass er die Menschen in seinem Umfeld grob behandelte und jede Frau ins Bett bekommen konnte.
Maigret findet keinen Menschen, der über Chabuts Tod trauert, und unter den vielen, denen sein Ableben gelegen kommt, den Täter herauszukristallisieren, scheint nahezu unmöglich. Jeanne Chabut, die vielfach betrogene Ehefrau, bereitet sich kühl auf die Geschäftsübernahme vor. Chabuts unsympathischer Finanzberater Stéphane Louceck, der in der Zweigstelle Avenue de l’Opéra nach eigenem Gutdünken schaltete und waltete, zeigt sich ausgesprochen zugeknöpft. Der Kleinverleger Jean-Luc Caucasson, der Chabut wegen dessen Affäre mit seiner Ehefrau zu erpressen versuchte, bemüht sich um die Herausgabe seiner Drohbriefe. Doch die heißeste Spur ist ein anonymer Anrufer, in dem Maigret Gilbert Pigou zu erkennen glaubt, Chabuts im Juni entlassenen Buchhalter.
Während Maigret eines Nachts das gesamte Polizeirevier auf die Jagd nach Pigou ausschickt, ist es der Gesuchte, der den von einer Grippe geplagten Kommissar aus eigenem Antrieb in dessen Privatwohnung am Boulevard Richard-Lenoir aufsucht. Im vertrauten Gespräch bei einem Grog erfährt Maigret Pigous traurige Lebensgeschichte. Der Buchhalter, ohne jedes Zutrauen in seine Fähigkeiten, hatte sich stets mit seinem kleinen, unbedeutenden Posten in Chabuts Diensten beschieden, doch seine unzufriedene Frau Liliane trieb ihn zu mehr Ehrgeiz und einem höheren Verdienst an. So begann er kleine Beträge Geld zu unterschlagen, um seiner Frau eine Gehaltserhöhung oder ein Weihnachtsgeld vorzugaukeln. Als ihm Chabut auf die Schliche kam, entließ er seinen Buchhalter fristlos, nicht ohne ihn vor seiner Sekretärin gerade wegen der Jämmerlichkeit seines kleinen Betrugs zu demütigen und sogar zu ohrfeigen.
Pigou, der im fortgeschrittenen Alter und ohne Referenzen keine neue Arbeitsstelle mehr fand, gestand seiner Frau die Kündigung nicht ein und täuschte ihr noch über Monate den täglichen Gang zur Arbeit vor. Erst als seine Rücklagen zur Neige gingen, tauchte er unter, was seine Frau wenig bekümmerte und bloß in die Arme des finanzstärkeren Chabuts trieb. So ist auch ihre vordringlichste Frage an den Kommissar, ob der Mordverdacht gegen ihren Mann als Scheidungsgrund ausreiche. Während der obdachlose Pigou immer stärker verwahrloste, blieb Chabut der einzige Fixpunkt in seinem Leben. Heimlich verfolgte er seinen ehemaligen Chef und verstieg sich in einen immer tieferen Hass auf den vermeintlich Schuldigen an seinem Unglück. Schließlich ermordete er seinen ehemaligen Arbeitgeber, dessen Tagesablauf bis zum wöchentlichen Rendezvous mit seiner Sekretärin er längst auswendig kannte. Obwohl er sich dadurch verraten musste, dürstete Pigou nach Aufmerksamkeit und suchte immer wieder den Kontakt zum ermittelnden Kommissar, bis er ihm beim abschließenden Besuch die ganze Geschichte gesteht und von Maigret im Gegenzug einige tröstende Worte erhält. Doch trotz allen Mitgefühls muss Maigret seinem Besucher am Ende Handschellen anlegen.

## Interpretation
Laut Lucille F. Becker steht der Weinhändler Oscar Chabut in einer Reihe von starken, erfolgreichen Figuren in Simenons Werk, die in ihrer Umgebung Neid und Hass erwecken. Chabut verwende sein Geld und seine Macht dazu, alle Menschen zu demütigen, und noch seine Frauenabenteuer dienten in erster Linie dazu, sich seiner Dominanz zu versichern. Seine Weltanschauung drückt er an einer Stelle gegenüber seiner Sekretärin aus, der er gesteht, wenn er schon nicht die Liebe der Menschen erreichen könne, ziehe er den Hass der Gleichgültigkeit vor. Für Ulrich Schulz-Buschhaus ist der Weinhändler „eine der widerwärtigsten Gestalten der späten Maigret-Romane“. Typisch für Simenon sei, dass es gerade die Emporkömmlinge in die Klasse des Großbürgertums seien, die besonders negativ dargestellt würden. Als Gegenentwurf Chabuts, der seinen Aufstieg nur auf Kosten des Ruins zahlreicher Kleinhändler erreichte, zeichne Simenon dessen Vater, der mit seinem alten Bistro auch seinem angestammten sozialen Status treu geblieben sei. Die Vielzahl der Liebesabenteuer Chabuts erinnert Tilman Spreckelsen unvermeidlich an Simenon selbst und dessen Prahlerei, in seinem Leben mit 10.000 Frauen geschlafen zu haben, wobei der Weinhändler die Schattenseite eines solchen Lebenswandels aufzeige.
Schon früh im Handlungsablauf wird für Schulz-Buschhaus die Figur des Mörders erkennbar, als Maigret bereits im dritten Kapitel den intensiven Blick eines hinkenden Unbekannten auffängt. Spätestens im fünften Kapitel, in dem Maigret von der demütigenden Entlassung des Buchhalters Pigou erfährt, sei die Frage nach dem Täter beantwortet. Von diesem Zeitpunkt an gehe es nur noch um Pigous Festnahme und die Aufklärung seiner Motive, die Geschichte hinter seiner Tat. Für Becker zeigt die Art, in der der Mörder auf sich aufmerksam mache und den Kommissar, um endlich gefasst zu werden, immer enger umkreise, Simenons katholisch geprägtes Menschenbild, nach dem es den Schuldigen geradezu danach dränge, seine Schuld durch die Beichte zu sühnen. In diesem Fall sei der Täter ein lebenslanger Versager, dem Chabut den letzten Rest seiner Selbstachtung raube, bis er sich schäme, überhaupt am Leben zu sein. Durch seine Verzweiflungstat erlange er zum ersten Mal im Leben Bedeutung, wobei Maigret instinktiv spüre, dass es den Buchhalter vor allem danach dränge, zu reden und verstanden zu werden.
Die Art und Weise, wie es dem Kommissar gelingt, des Täters habhaft zu werden, wird im Roman durch eine Episode gespiegelt, in der Maigret in seinem Wochenendhaus in Meung-sur-Loire ein Eichhörnchen durch stures Abwarten anlockt. Für Tilman Spreckelsen zeigt der Roman an einigen Stellen, wie der Mörder ganz wie ein Eichhörnchen entwische, sobald man sich ihm zu nähern versuche, und erst am Ende durch Maigret gezähmt werde. Auch andere Stellen des Romans sind für Murielle Wenger nach dem Prinzip der Analogie und des Kontrastes aufgebaut. So beginnt der Roman bereits mit einer parallelen Ermittlung, wobei Maigret später die Ähnlichkeit der beiden auf sich selbst bezogenen Mörder feststellt, die nicht imstande seien, Reue über ihre Taten zu empfinden. Mitten im Roman verlagere sich das Interesse, das zu Beginn ausschließlich dem Opfer gegolten habe, vollständig auf den Täter. Und schließlich herrsche den ganzen Roman hindurch ein Kontrast zwischen dem kalten und schneeigen Dezember und den behaglichen, überheizten Innenräumen, insbesondere in Maigrets Wohnung, wo der Kommissar seine Grippe auskuriert und von Madame Maigret umsorgt wird. Dabei wird im Roman laut Schulz-Buschhaus Maigrets Kampf gegen die Grippe fast mit derselben Ausführlichkeit geschildert wie die Suche nach dem Mörder.

## Rezeption
Die New York Times Book Review nannte Maigret und der Weinhändler „eine typische Simenon-Arbeit“ und führte aus: „Keine Heldentaten, keine intellektuellen Meisterleistungen in puncto Schlussfolgerungen, sehr wenig Action – und doch eine Geschichte über Menschen mit einem traurigen, vergeblichen Mörder, […] gelöst von einem bürgerlichen Polizeibeamten mit einer laufenden Nase und unendlichem Mitgefühl für seinen Mitmenschen.“ Anatole Broyard beschrieb in der New York Times den Täter als „ein kleines graues Nichts“, er lobte jedoch den Abschluss, in dem dieser gerührt darüber sei, dass Maigret ihm erlaube, seine Sicht der Dinge darzustellen, als einen „feinen Moment, eine Demonstration dessen, zu was ein Schriftsteller wie Simenon im Flohmarkt der Romanliteratur fähig ist.“
Die Romanvorlage wurde insgesamt zweimal verfilmt: im Rahmen der Fernsehserien Les Enquêtes du commissaire Maigret mit Jean Richard (1978) und Maigret mit Bruno Cremer (2002). Im Jahr 2008 las Gert Heidenreich dem Roman für den Diogenes Verlag als Hörbuch ein, zu dem dpa beschrieb: „So langsam und bedacht Maigret nach dem Mord am Weinhändler Oscar Chabut ermittelt, so sorgfältig und konzentriert berichtet Heidenreich von den Ereignissen, die ein anderer Kommissar als Maigret wahrscheinlich mit sehr viel größerer innerer Distanz betrachtet hätte.“ Ein weiteres Hörbuch las Walter Kreye im Jahr 2019 für den Audio Verlag ein.

## Ausgaben
- Georges Simenon: Maigret et le marchand de vin. Presses de la Cité, Paris 1969 (Erstausgabe).
- Georges Simenon: Maigret und die Spinnerin. Maigret und der Weinhändler. Maigret und der Pole. Übersetzung: Hansjürgen Wille, Barbara Klau. Kiepenheuer & Witsch, Köln 1972, ISBN 3-462-00851-X.
- Georges Simenon: Maigret und der Weinhändler. Übersetzung: Hansjürgen Wille, Barbara Klau. Heyne, München 1974, ISBN 3-453-12097-3.
- Georges Simenon: Weihnachten mit Maigret. Maigret und der Weinhändler. Maigret hat Skrupel. Übersetzung: Hainer Kober. Diogenes, Zürich 1986, ISBN 3-257-01729-4.
- Georges Simenon: Maigret und der Weinhändler. Sämtliche Maigret-Romane in 75 Bänden, Band 71. Übersetzung: Hainer Kober. Diogenes, Zürich 2009, ISBN 978-3-257-23871-6.
- Georges Simenon: Maigret und der Weinhändler. Übersetzung: Hansjürgen Wille, Barbara Klau, Mirjam Madlung. Kampa, Zürich 2019, ISBN 978-3-311-13071-0.